# Kléber (pneumatici)
Kléber è un marchio di pneumatici francese appartenente a Michelin.
L'azienda nacque come impianto della B.F. Goodrich, che volle delocalizzare la propria produzione in Francia, a Colombes; il primo pneumatico viene prodotto l'8 dicembre 1911. Oltre agli pneumatici venivano costruiti altri prodotti in gomma quali cinghie di trasmissione,  guarnizioni e pezzi per automobili.
Nel 1945 avvenne il trasferimento della produzione a Parigi, in Avenue Kléber: il nome venne cambiato in Kleber‐Colombes e si distaccò dall'azienda americana.
Nel 1981 Michelin divenne azionista di maggioranza.